# Campus Geesseknäppchen

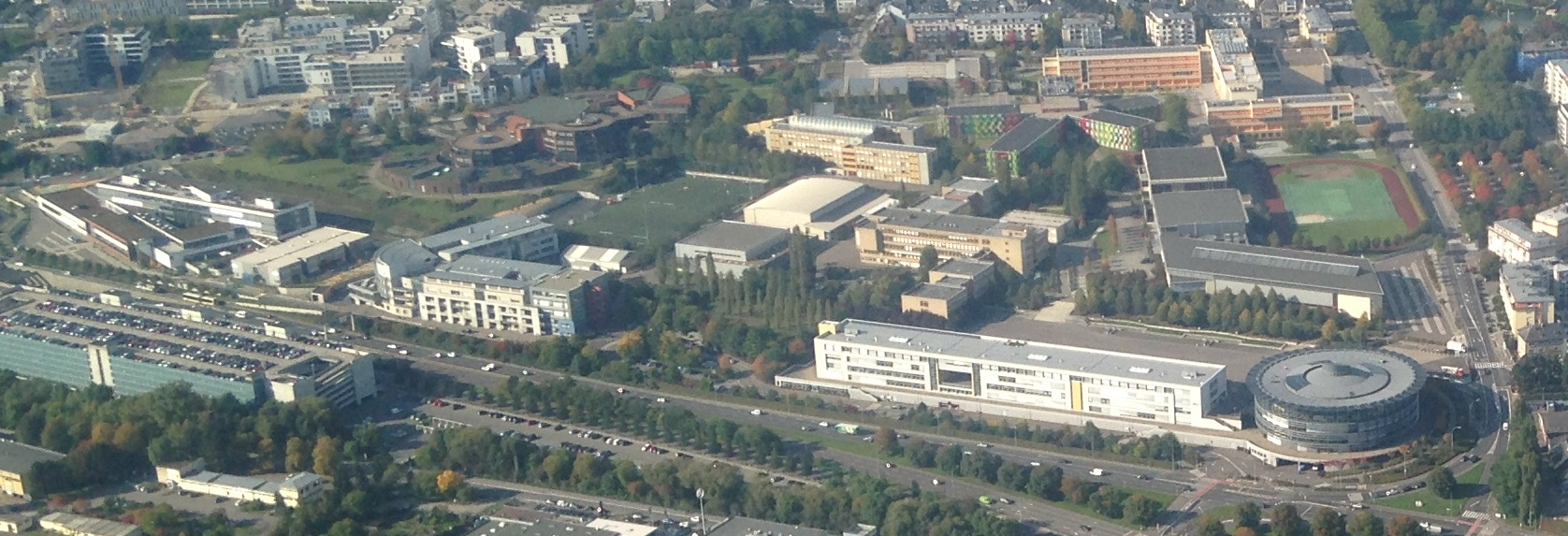
Luchtopname van de campus (2017)

De Campus Geesseknäppchen is een campus in het zuidwesten van Luxemburg-Stad. De campus ligt langs de Autoroute d'Esch, grotendeels in het stadsdeel Hollerich en deels in Merl.
Op de campus zijn de volgende scholen gevestigd.
- Athénée de Luxembourg (AL)
- Conservatoire de Musique de la Ville de Luxembourg
- École de commerce et de gestion (ECG)
- École internationale Gaston Thorn (EIGT)
- École nationale pour adultes (ENAD)
- International School of Luxembourg (ISL)
- Lycée Aline Mayrisch (LAML)
- Lycée Michel Rodange (LMRL)

Naast de scholen zijn er ook twee voetbalvelden, een zwembad met olympische afmetingen, vijf sportzalen en een atletiekbaan te vinden. In 2000 werd het ronde gebouw van het Forum Geesseknäppchen op de campus geopend, dat onderdak biedt aan onder meer een restaurant, een multifunctionele zaal (800 m²) en vijf vergaderzalen.

## Galerij

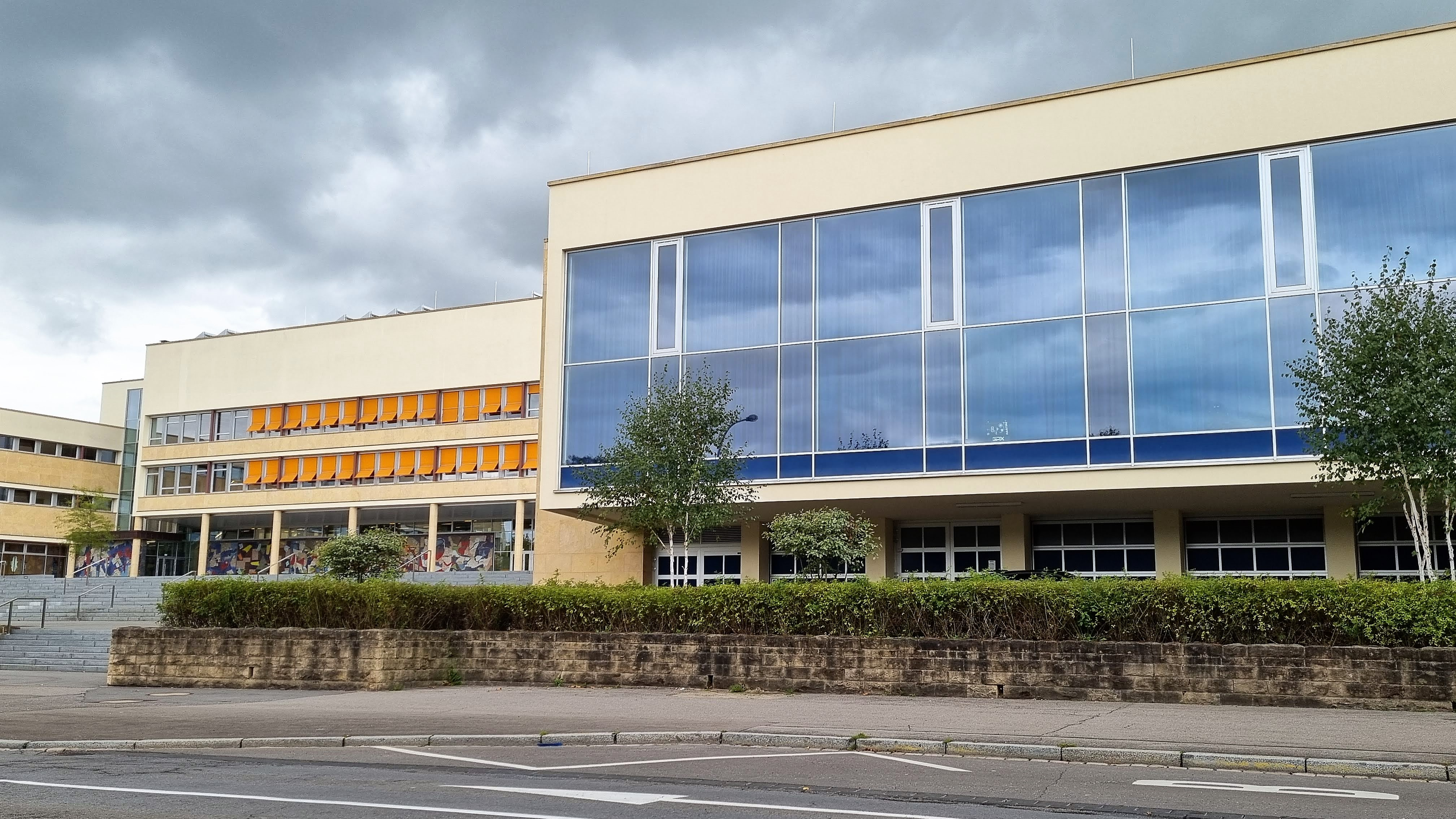
Athénée de Luxembourg
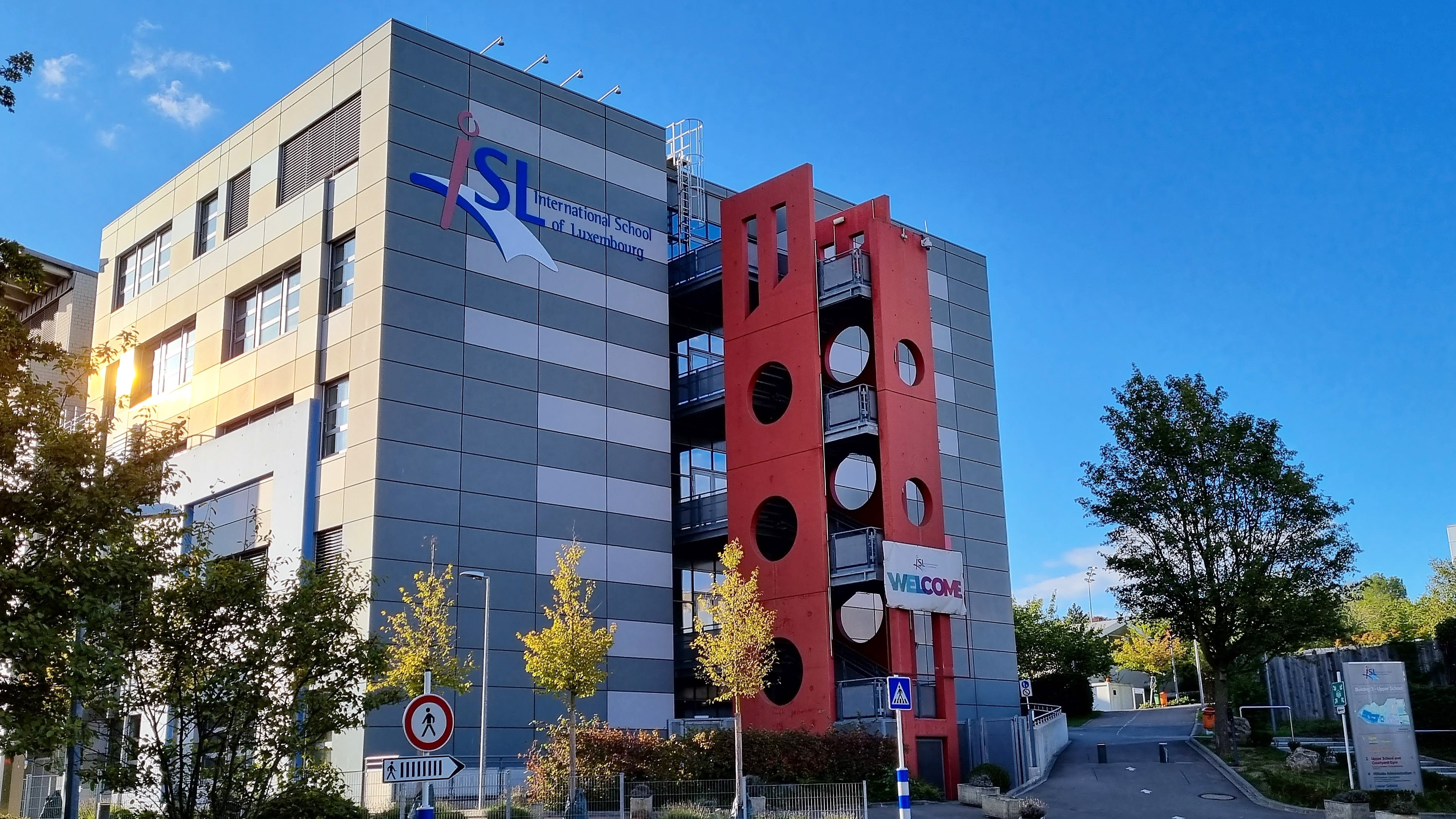
International School of Luxembourg
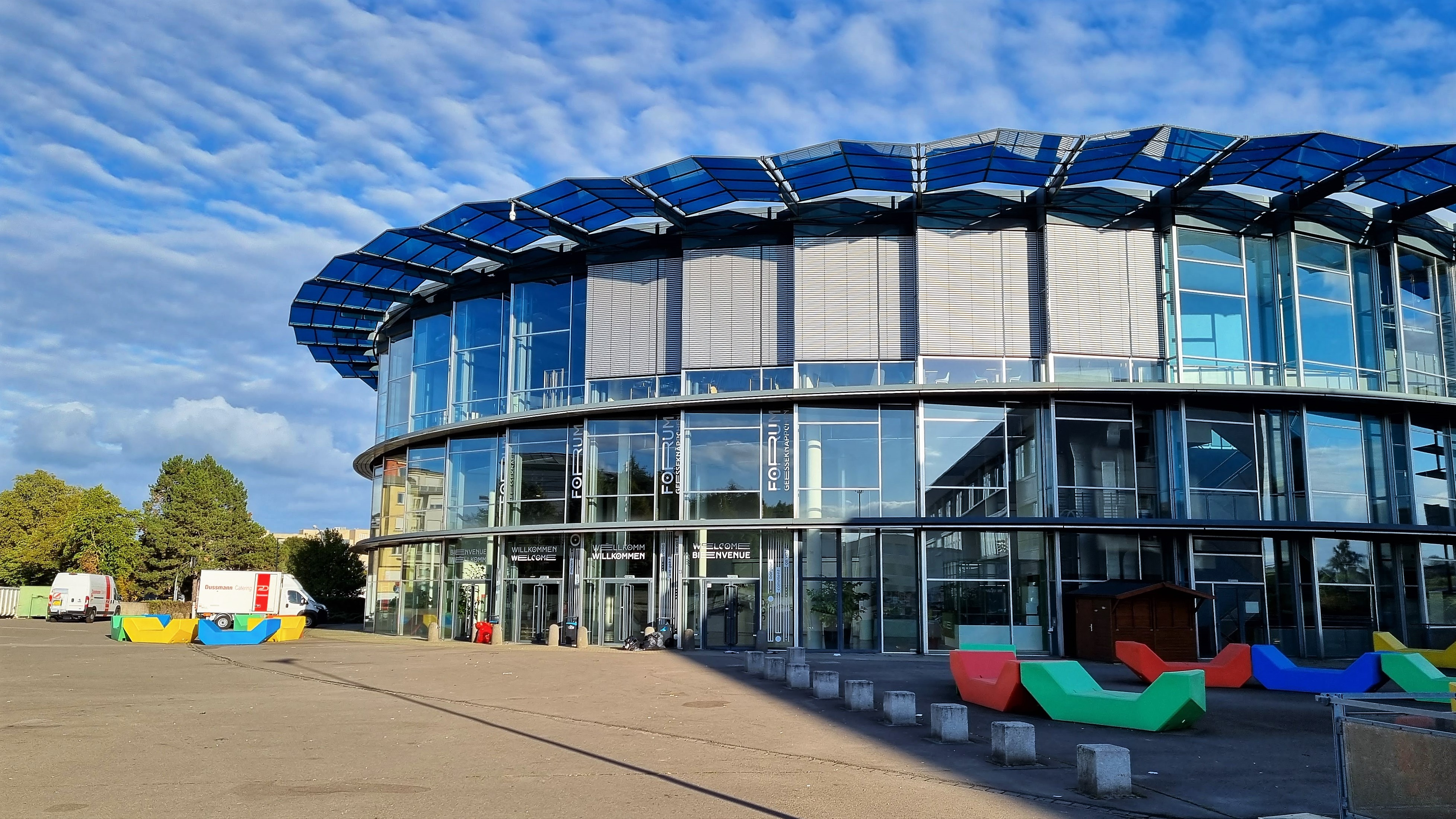
Forum Geesseknäppchen